# Ken Nkuba
Ken Nkuba, né le 21 janvier 2002 à Mons en Belgique, est un footballeur belgo-congolais, qui joue au poste de milieu de terrain au KRC Genk.

## Biographie

### En club
Originaire de Mons, Ken Nkuba effectue toute sa formation dans le Hainaut, entre le RAEC, Mouscron puis Charleroi, dès 2017,,.
Le 26 octobre 2018, Nkuba signe son premier contrat professionnel avec le Sporting de Charleroi à l'âge de 16 ans. Il fait ses débuts professionnels le même jour, remplaçant Christophe Diandy à la 81e minute d'une défaite 2-1 chez La Gantoise, en première division belge,,.
Commençant vraiment à jouer régulièrement dans l'équipe première lors de la saison 2020-21, il voit son essor freiné par une rupture du ligament en décembre 2020. Cela ne l'empêche pas de prolonger son contrat quelques mois plus tard, et de s'imposer comme titulaire à son retour de blessure,.
Il prend une place de plus centrale dans l'effectif du club qui joue la première partie de tableau sur la saison 2021-22, à la fin de laquelle Nkuba signe une prolongation de contrat jusqu'en 2026 avec Charleroi, alors qu'il était déjà sur les tablettes de certains clubs étrangers,,.

### En sélections nationales
Ken Nkuba est international belge en équipes de jeunes, dont il connait toutes les sélections, jusqu'aux espoirs. Il fait ses débuts avec les moins de 21 ans le 5 juin 2022, remplaçant son coéquipier en club Anthony Descotte lors d'un match nul contre l'Ecosse, dans le cadre des qualifications au Championnat d'Europe.

## Statistiques

### En club
| Saison                | Club                  | Championnat           | Championnat | Championnat | Championnat | Coupe(s) nationale(s) | Coupe(s) nationale(s) | Coupe(s) nationale(s) | Compétition(s) continentale(s) | Compétition(s) continentale(s) | Compétition(s) continentale(s) | Compétition(s) continentale(s) | Autres compétitions | Autres compétitions | Autres compétitions | Autres compétitions | Total | Total | Total |
| Saison                | Club                  | Division              | M.          | B.          | P.d.        | M.                    | B.                    | P.d.                  | Comp.                          | M.                             | B.                             | P.d.                           | Comp.               | M.                  | B.                  | P.d.                | M.    | B.    | P.d.  |
| 2018-2019             | Charleroi SC          | Division 1A           | 2           | 0           | 0           | -                     | -                     | -                     | -                              | -                              | -                              | -                              | PO2                 | -                   | -                   | -                   | 2     | 0     | 0     |
| 2019-2020             | Charleroi SC          | Division 1A           | 0           | 0           | 0           | 0                     | 0                     | 0                     | -                              | -                              | -                              | -                              | -                   | -                   | -                   | -                   | 0     | 0     | 0     |
| 2020-2021             | Charleroi SC          | Division 1A           | 11          | 0           | 0           | -                     | -                     | -                     | C3                             | 1                              | 0                              | 0                              | -                   | -                   | -                   | -                   | 12    | 0     | 0     |
| 2021-2022             | Charleroi SC          | Division 1A           | 8           | 0           | 0           | -                     | -                     | -                     | -                              | -                              | -                              | -                              | PO2                 | 6                   | 1                   | 2                   | 14    | 1     | 2     |
| 2022-2023             | Charleroi SC          | Division 1A           | 28          | 4           | 5           | 1                     | 0                     | 0                     | -                              | -                              | -                              | -                              | -                   | -                   | -                   | -                   | 29    | 4     | 5     |
| 2023-2024             | Charleroi SC          | Division 1A           | 4           | 0           | 0           | -                     | -                     | -                     | -                              | -                              | -                              | -                              | -                   | -                   | -                   | -                   | 4     | 0     | 0     |
| Sous-total            | Sous-total            | Sous-total            | 53          | 4           | 5           | 1                     | 0                     | 0                     | -                              | 1                              | 0                              | 0                              | -                   | 6                   | 1                   | 2                   | 61    | 5     | 7     |
| 2023-2024             | Zébra Élites          | Nationale 1           | 1           | 0           | 0           | -                     | -                     | -                     | -                              | -                              | -                              | -                              | -                   | -                   | -                   | -                   | 1     | 0     | 0     |
| 2023-2024             | KRC Genk              | Division 1A           | 4           | 0           | 0           | -                     | -                     | -                     | C1+C3                          | -                              | -                              | -                              | PO1+BE              | 1                   | 0                   | 0                   | 5     | 0     | 0     |
| 2024-2025             | KRC Genk              | Division 1A           | 16          | 0           | 1           | 4                     | 0                     | 0                     | -                              | -                              | -                              | -                              | PO1                 | 5                   | 0                   | 0                   | 25    | 0     | 1     |
| 2025-2026             | KRC Genk              | Division 1A           | 2           | 0           | 0           | -                     | -                     | -                     | -                              | -                              | -                              | -                              | -                   | -                   | -                   | -                   | 2     | 0     | 0     |
| Sous-total            | Sous-total            | Sous-total            | 22          | 0           | 1           | 4                     | 0                     | 0                     | -                              | -                              | -                              | -                              | -                   | 6                   | 0                   | 0                   | 32    | 0     | 1     |
| Total sur la carrière | Total sur la carrière | Total sur la carrière | 76          | 4           | 6           | 5                     | 0                     | 0                     | -                              | 1                              | 0                              | 0                              | -                   | 12                  | 1                   | 2                   | 94    | 5     | 8     |

## Style de jeu
Joueur offensif polyvalent, Ken Nkuba joue principalement comme ailier droit ou avant-centre à ses débuts. Mais s'il a été formé au poste d'attaquant, c'est comme piston droit qu'il va s'affirmer en Belgique, tout en gardant la possibilité d'évoluer un cran plus haut,,.